# Блумфілд (Міссурі)
Блумфілд (англ. Bloomfield) — місто (англ. city) в США, в окрузі Стоддард штату Міссурі. Населення — 1755 осіб (2020).

## Географія
Блумфілд розташований за координатами 36°53′16″ пн. ш. 89°55′54″ зх. д. / 36.88778° пн. ш. 89.93167° зх. д. (36.887695, -89.931538).  За даними Бюро перепису населення США в 2010 році місто мало площу 3,51 км², з яких 3,51 км² — суходіл та 0,00 км² — водойми.

## Демографія
Згідно з переписом 2010 року, у місті мешкали 1933 особи в 791 домогосподарстві у складі 527 родин. Густота населення становила 551 особа/км².  Було 893 помешкання (255/км²).
Расовий склад населення:
| - 98,8 % — білих - 0,1 % — корінних американців - 0,1 % — чорних або афроамериканців - 0,1 % — азіатів |

До двох чи більше рас належало 0,6 %. Частка іспаномовних становила 0,8 % від усіх жителів.
За віковим діапазоном населення розподілялося таким чином: 21,3 % — особи молодші 18 років, 58,3 % — особи у віці 18—64 років, 20,4 % — особи у віці 65 років та старші. Медіана віку мешканця становила 41,7 року. На 100 осіб жіночої статі у місті припадало 89,7 чоловіків;  на 100 жінок у віці від 18 років та старших — 86,7 чоловіків також старших 18 років.
Середній дохід на одне домашнє господарство  становив 46 216 доларів США (медіана — 40 721), а середній дохід на одну сім'ю — 55 562 долари (медіана — 46 630). Медіана доходів становила 37 667 доларів для чоловіків та 22 367 доларів для жінок. За межею бідності перебувало 14,7 % осіб, у тому числі 25,8 % дітей у віці до 18 років та 7,8 % осіб у віці 65 років та старших.
Цивільне працевлаштоване населення становило 654 особи. Основні галузі зайнятості: освіта, охорона здоров'я та соціальна допомога — 23,7 %, роздрібна торгівля — 22,9 %, виробництво — 13,3 %, науковці, спеціалісти, менеджери — 10,7 %.